# Угода про транскордонні рибні запаси
Уго́да про викона́ння поло́жень Конве́нції ОО́Н з морсько́го права́ від 10 гру́дня 1982 ро́ку, які́ стосу́ються збере́ження транскордо́нних рибни́х запа́сів та запа́сів дале́ко мігру́ючих риб і управлі́ння ни́ми (неофіційно Уго́да про транскордо́нні рибні́ запаси́ або Уго́да ООН про рибні́ запаси́) — це багатостороння міжнародна угода, створена Організацією Об'єднаних Націй для посилення спільного управління рибними ресурсами, які охоплюють широкі території та становлять економічну та екологічну стурбованість для ряду країн. Станом на грудень 2016 року договір був ратифікований 91 стороною, серед яких 90 держав та Європейський Союз.
Транскордонні запаси — це рибні запаси, які мігрують або зустрічаються в більш ніж одній виключній економічній зоні. Угода була прийнята в 1995 році й набула чинності у 2001 році.
Термін «далеко мігруюча риба» походить від Конвенції ООН з морського права. Він належить до видів риб, які мігрують в океан, а також мають широке географічне поширення, і зазвичай позначає тунця та тунцеподібні види, акулу, марліна та рибу-меч. Транскордонні рибні запаси особливо вразливі до надмірної експлуатації через неефективні режими управління та недотримання вимог рибальськими інтересами.